# Kudelstaart
Kudelstaart is een dorp in de Nederlandse gemeente Aalsmeer in de provincie Noord-Holland. Het dorp heeft 9.230 inwoners (1 januari 2023).

## Geschiedenis
Kudelstaart is ontstaan in een veenontginning. Het heette aanvankelijk Schonedorp en wordt in 1238 voor het eerst in een schriftelijke bron vermeld. In 1252 wordt het ook bekend onder de naam Kudelstaart. Hieraan ligt een machtsstrijd ten grondslag tussen de graaf van Holland en de bisschop van Utrecht. Na arbitrage wordt het gebied tussen hen beiden verdeeld. Het Utrechtse deel maakte deel uit van de proosdij van Sint Jan te Utrecht.
Kudelstaart lag in die tijd noordelijker dan nu, ongeveer op de plaats van het huidige Vrouwentroost bij Aalsmeer. Hier stond ook de kerk.
In 1724 wordt de ambachtsheerlijkheid Kudelstaart verkocht aan de stad Amsterdam. Die krijgt daarmee de controle over de weg naar Leiden. Per 1 januari 1812 wordt het Hollandse deel van Kudelstaart bij Aalsmeer gevoegd en op 29 juni 1820 het Stichtse deel. In 1870 wordt het meer zuidelijke deel van de bebouwing Kudelstaart genoemd; het oorspronkelijke Kudelstaart heet vanaf dan Vrouwentroost. In dat jaar wordt ook de katholieke kerk gebouwd, die het dorpsbeeld nog steeds bepaalt.
In 1890 wordt begonnen met de bouw van het Fort bij Kudelstaart. Dit ligt aan de Westeinderplassen en maakt deel uit van de Stelling van Amsterdam. Aan de vooravond van de Tweede Wereldoorlog wordt bij Kudelstaart een Marinesteunpunt voor watervliegtuigen gevestigd.
In de 20e eeuw ontwikkelt zich aan de Westeinderplassen watersporttoerisme en wordt Kudelstaart bekend als watersportplaats. Mede hierdoor krijgt Kudelstaart de bijnamen "Parel aan de Poel" en het "Saint-Tropez van de Lage Landen". Wim Kan en Corry Vonk zijn twee bekende oud inwoners van Kudelstaart en vereeuwigd met een eigen straatnaam, te weten de Wim Kan Dreef en het Corry Vonkpad. Revueartiest en komiek André van Duin had een aantal jaar een vakantie-ark bij een Kudelstaartse jachthaven.

## Geboren in Kudelstaart
- Robbert-Jan van Duijn (1987), politicus, burgemeester van Nieuwkoop
- Sharelle Maarse (1992), handbalster

## Externe links

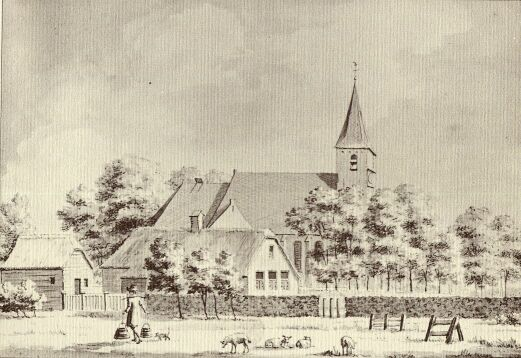
Kudelstaart in de 17e eeuw

## Openbaar vervoer
- Buslijn 357